# Eclectic Method
Eclectic Method — аудиовизуальный проект, созданный Джонни Вилсоном (Jonny Wilson) в Лондоне в 2001 году.
Джонни Вилсон начал эксперименты с видеопрограммой Sony Vegas под влиянием проекта Hexstatic. Как правило, продукция EM производится пиратским способом. Впрочем, иногда сотрудничество происходит официально, как например с кинокомпаниями New Line Cinema и Palm Pictures или такими музыкантами, как U2 и Fatboy Slim.
Вошёл в VJ top 20 журнала DJ Mag 2008 года, а также победил в категории AV на Winter Music Conference в Майами в 2010 году
В октябре 2014 года принимал участие в московском фестивале «Круг Света» в качестве приглашённого виджея и члена жюри.

## Видеография
- Bootleg Video Mix CD-ROM (2002)
- MTV MASH (MTV Europe) (2003–2004)
- Santa Claus Conquers The Martians (Mixmasters ITV) (2003)
- Snake Worship Island (Audiovisualize DVD) (2004)
- We're Not Vjs DVD (2005)
- XL Recordings Video Megamix (2005)
- Fatboy Slim Video Megamix (2006)
- Take The Lead Remix (New Line Cinema) (2006)
- Freestyle Vs Scratch Movie Mashup Mix (Palm Pictures) (2006)
- U2 Remix (Vertigo & ZooTV) (2007)
- Faithless - I Won't Stop AV Remix (2007)
- The Tarantino Mixtape (2009)
- Eclectic Method Goes Phish (2009)
- The Colbert / Lawrence Lessig Remix (2009)
- The Wu Tang Mixtape (2010)
- robots (2011)
- The Apocamix (2011)
- Zombies (2012)
- Lasers (2012)
- The Dark Side (2012)
- 99 Problems in Film (2012)
- The Billy Murray Mix (2012)
- Fight Dub (2012)
- Monsters (2013)

## Участники
- Johnny Wilson
- Geoff Gamlen (покинул проект в 2012 году)
- Ian Edgar (ушёл в 2011 году)